# IC 294
IC 294 је спирална галаксија у сазвјежђу Персеј која се налази на листи објеката дубоког неба у Индекс каталогу.
Деклинација објекта је + 40° 37' 18" а ректасцензија 3h 11m 3,1s. Привидна величина (магнитуда) објекта IC 294 износи 14,3 а фотографска магнитуда 15,2. IC 294 је још познат и под ознакама IC 295, IC 296, IC 1889, UGC 2574, MCG 7-7-33, CGCG 540-54, PGC 11878.